# Frances Bowes-Lyon
Frances Dora Bowes-Lyon, contessa di Strathmore e Kinghorne, nata Smith (Marylebone, 29 luglio 1832 – Chelsea, 5 febbraio 1922), è stata una nobildonna britannica.

## Biografia
Era la figlia di Oswald Smith (7 luglio 1794-18 giugno 1863), di Blendon Hall, Bexley, Kent, e Henrietta Mildred Hodgson (6 gennaio 1805-19 novembre 1891). I suoi nonni paterni erano George Smith e Frances Mary Mosley; tramite quest'ultima, era imparentata con Oswald Mosley.

## Matrimonio
Il 28 settembre 1853 sposò Claude Bowes-Lyon, che divenne il XIII conte di Strathmore e Kinghorne dopo la morte del fratello Thomas nel 1865. La coppia ebbe 11 figli:
- Claude Bowes-Lyon, XIV conte di Strathmore e Kinghorne (14 marzo 1855-7 novembre 1944), padre di Elizabeth Bowes-Lyon e nonno della regina Elisabetta II;
- Francis Bowes-Lyon (23 febbraio 1856-18 febbraio 1948);
- Ernest Bowes-Lyon (4 agosto 1858-27 dicembre 1891);
- Herbert Bowes-Lyon (15 agosto 1860-14 aprile 1897);
- Patrick Bowes-Lyon (5 marzo 1863 - 5 ottobre 1946), maggiore dell'esercito britannico;
- Constance Frances Bowes-Lyon (1865-19 novembre 1951);
- Kenneth Bowes-Lyon (26 aprile 1867-9 gennaio 1911);
- Mildred Marion Bowes-Lyon (1868-9 giugno 1897);
- Maud Agness Bowes-Lyon (1870- 28 Febbraio 1941);
- Evelyn Mary Bowes-Lyon (1872-15 marzo 1876);
- Malcolm Bowes-Lyon (23 aprile 1874-23 agosto 1957), tenente colonnello dell'esercito britannico.

## Morte
La contessa di Strathmore e Kinghorne morì a 19 Hans Place, Chelsea, Londra il 5 febbraio 1922, all'età di 89 anni. Fu sepolta al castello di Glamis, presso Angus, in Scozia.